# Ristolas
Ristolas település volt Franciaországban, Hautes-Alpes megyében. Lakosainak száma 89 fő (2018. január 1.). Ristolas Abriès, Aiguilles, Molines-en-Queyras, Bobbio Pellice, Pontechianale és Crissolo községekkel határos. 2019. január 1-től Abriès-Ristolas része.

## Népesség
A település népessége az elmúlt években az alábbi módon változott:
| Lakosok száma | 50   | 68   | 52   | 78   | 91   | 80   | 69   | 82   | 86   | 89   |
|               | 1968 | 1975 | 1982 | 1999 | 2006 | 2011 | 2013 | 2016 | 2017 | 2018 |